# Emin Ahmed
Emin Аhmed (tiếng Bulgaria: Емин Aхмед; sinh 10 tháng 3 năm 1996) là một cầu thủ bóng đá Bulgaria của gốc Thổ Nhĩ Kỳ thi đấu ở vị trí tiền vệ cho Beroe Stara Zagora.

## Sự nghiệp

### Beroe Stara Zagora
Ahmed khởi đầu sự nghiệp ở Beroe Stara Zagora. Ngày 23 tháng 9 năm 2015 anh ra mắt cho đội tại Cúp bóng đá Bulgaria trước Svetkavitsa Targovishte. 4 ngày sau anh ra mắt chính thức ở A Group.

#### Nesebar (mượn)
Vào tháng 2 năm 2017, Ahmed được cho mượn đến Nesebar đến hết mùa giải.

## Thống kê sự nghiệp

### Câu lạc bộ
Tính đến  10 tháng 3 năm 2016
| Thành tích câu lạc bộ | Thành tích câu lạc bộ | Thành tích câu lạc bộ | Giải vô địch | Giải vô địch | Cúp                  | Cúp                  | Châu lục | Châu lục  | Khác | Khác      | Tổng | Tổng      | Tổng |
| Câu lạc bộ            | Giải vô địch          | Mùa giải              | Trận         | Bàn thắng    | Trận                 | Bàn thắng            | Trận     | Bàn thắng | Trận | Bàn thắng | Trận | Bàn thắng |      |
| Bulgaria              | Bulgaria              | Bulgaria              | Giải vô địch | Giải vô địch | Cúp bóng đá Bulgaria | Cúp bóng đá Bulgaria | Châu Âu  | Châu Âu   | Khác | Khác      | Tổng | Tổng      |      |
| --------------------- | --------------------- | --------------------- | ------------ | ------------ | -------------------- | -------------------- | -------- | --------- | ---- | --------- | ---- | --------- | ---- |
| Beroe Stara Zagora    | A Group               | 2015–16               | 6            | 0            | 1                    | 0                    | 0        | 0         | –    | –         | 7    | 0         |      |
| Beroe Stara Zagora    | Tổng                  | Tổng                  | 6            | 0            | 1                    | 0                    | 0        | 0         | 0    | 0         | 7    | 0         |      |
| Thống kê sự nghiệp    | Thống kê sự nghiệp    | Thống kê sự nghiệp    | 6            | 0            | 1                    | 0                    | 0        | 0         | 0    | 0         | 7    | 0         |      |

1. ↑  Bao gồm các trận đấu tại Siêu cúp bóng đá Bulgaria.
2. ↑  Trận đấu tại UEFA Europa League.